# 彭晓芸
彭晓芸（1979年—），暨南大学中文系文艺学硕士。毕业后先后供职于南都周刊、时代周报、凤凰网、中央电视台等媒体，分别担任过时代周报、凤凰网言论部门的负责人，长期为南方日报、南风窗、羊城晚报等媒体及凤凰、新浪、腾讯等门户网站撰写时政评论文章，也参与凤凰卫视时政评论节目。
作为纸媒、网络、电视三栖人，她自况是媒体的边缘人、观察者，对媒体在社会转型中扮演的角色及媒介伦理多有反思，关注社会运动、政治伦理以及中国个体化进程中的道德观念变迁。

## 生平
- 2002年汕头大学中文系本科畢業，2006年暨南大学中文系文艺学硕士畢業。
- 2006年4月-2008年9月，在《南都周刊》担任记者[3]。
- 2008年10月，《时代周报》担任编辑，后任评论部负责人[4]。2011年3月25日被解聘。
- 2011年10月，加盟广州日报集团旗下《共鸣》杂志，任编委及采编中心主任；同年12月，《共鸣》改为文摘，离职。
- 后在中山大学哲学系攻读博士学位[5]。